# Бои за Вильгельмсхафен
Бои за Вильгельмсхафен (пол. Walki o Wilhelmshaven) — боевые действия 1-й польской танковой дивизии под командованием генерала Станислава Мачека по занятию базы кригсмарине в Вильгельмсхафене. 5 мая 1945 года над военно-морской базой был поднят польский флаг.

## Предпосылки
6 апреля 1945 года 1 ТД вошла в состав 2-го канадского корпуса, действовавшего на северном берегу реки Рейн. 8 апреля началось последнее наступление антигитлеровской коалиции на Западноевропейском театре военных действий. 1 ТД пересекла немецкую границу возле Гоха и начала продвижение в направлении канала Кюстен. Форсировать канал с ходу не удалось, но при поддержке авиации и артиллерии немецкая оборона была взломана. 14 апреля дивизия заняла позиции по обеим сторонам голландско-немецкой границы. 10-я танково-кавалерийская бригада должна была форсировать канал, а 3 стрелковая бригада должна была продвигаться по голландской стороне границы, выдавливая немцев к морю, в сторону Винсхотена. После 5 дней боёв 10 ТКБ сумела форсировать канал.
В течение следующих 10 дней дивизия очищала от неприятеля болотистую и пересечённую многочисленными речками и каналами территорию на юг от реки Леда. 18 апреля 2-й танковый полк освободил в Оберлангене женский лагерь военнопленных Армии Крайовой. В лагере было 1745 заключённых, включая 9 грудных детей. Подполковник Станислав Кошутский выступил с речью, посвящавшейся встрече на немецкой земле солдат двух польских армий.
1-я танковая дивизия получила приказ действовать в общем направлении на Вильгельмсхафен. Дивизия была пополнена бельгийским десантным батальоном и действовала в направлении Эмдена. Приказ о непосредственной атаке на Вильгельмсхафен получила 4-я канадская танковая дивизия (правый сосед поляков). Наступление велось тремя колонами — 2-я канадская пехотная дивизия (левый сосед поляков), 1-я польская танковая дивизия, 4-я канадская танковая дивизия. Наступление велось на территории Фрисландской низменности, насыщенной оврагами, каналами и реками. 4-я ТД и 2-я ПД пробивали путь на Гронинген. Генерал Мачек выслал два отдельных подразделения, которые атаковали и обеспечили занятие канадцами Гоора и Коэвордена.

## Боевые действия
22 апреля польская дивизия получила приказ на взятие Вильгельмсхафена. В тот же день 10 ТКБ заняла населённые пункты Игрхов, Ирген, Коллингхорст-Бакемур. 3 СБ вышла в район Тер-Апель. Бригада заняла прикрывающий подход к реке Леда, укреплённый пункт Постгаузен, который пришлось брать атакой в лоб, так как его окружали сильно заболоченные земли. 10-й драгунский полк, при поддержке 24-го уланского полка, с боем форсировал 2 канала и вышел на окраину Постгаузена. 25 апреля, ночным ударом при огневой поддержке 2-го полка САУ, 10-й драгунский полк занял посёлок, но неприятелю удалось отойти на другой берег, уничтожив мост. На следующий день драгуны, поддержанные 10-й сапёрной ротой, танками 24-го уланского полка и штурмовой авиацией, форсировали Леду к северу от Постгаузена. Немецкие контратаки с целью сбросить поляков с плацдарма были отбиты.
В последующие несколько дней польские сапёры строили переправы через реку. 3-я канадская пехотная дивизия сумела при поддержке польской артиллерии форсировать Эмс и Леду на участке у населённого пункта Леер. По построенному канадскими сапёрами мосту там на другой берег реки 30 апреля перешла также и 10 ТКБ. Также 3-я СБ форсировала небольшую речку Юмме, на которой польские сапёры установили мост.
4 мая 1-я ТД вышла к внешнему кольцу укреплений Вильгельмсхафена, где немцы дали ей сильный отпор. Брошенные с ходу в атаку танки не смогли проломить немецкую оборону. Ночью 10-й стрелковый полк провёл разведку боем в направлении на север от Гальсбека. Под Астердерфельдом поляки были остановлены сильным огнём немецкой артиллерии.
В 22:15 генерал Мачек получил приказ от командующего 2-го канадского корпуса о прекращении боевых действий. Артиллерия дивизии продолжала обстрел немецкий позиций до 7:59 утра, когда огонь полностью был прекращён в связи с капитуляцией всех немецких войск в зоне действия 21-й армейской группы. В город вошли подразделения 2-го танкового полка, командир которого полковник Антоний Грудзиньский от имени генерала Мачека принял капитуляцию немецкого гарнизона и военно-морской базы. Над военно-морской базой был поднят польский флаг.

## Последствия
6 мая отряды дивизии заняли район Вильгельмсхафен-Евер-Ноебург-Зетель. Эта территория была оккупирована польскими частями, и на ней были подняты польские флаги. Позже полякам была выделена отдельная зона оккупации в районе Харена.
Потери 1 ТД в боях апреля-мая 1945 года составили 37 офицеров и 567 солдат. В ходе боевых действий дивизия взяла в плен около 5000 военнослужащих немецкой армии. В самом Вильгельмсхафене в плен сдались командование и остатки подразделений крепости, базы кригсмарине, флота «Ostfrisland», десяти пехотных дивизий и восьми пехотных и артиллерийских полков. Всего в плен сдалось 1900 офицеров (в том числе 2 адмирала и один генерал) и 32 тысячи солдат. Взяты: 3 крейсера (в том числе крейсер «Кёльн»), 18 подводных лодок, 205 малых судов, 94 крепостных орудия, 159 полевых орудий, 560 пулемётов, 40 тысяч винтовок и карабинов, 280 тысяч артиллерийских зарядов, 64 миллиона патронов и многочисленные склады с военной амуницией и продуктами.
Сражения за Вильгельмсхафен занесены на скрижали Могилы неизвестно солдата в Варшаве.